# Eggert Christopher Knuth (1722–1776)

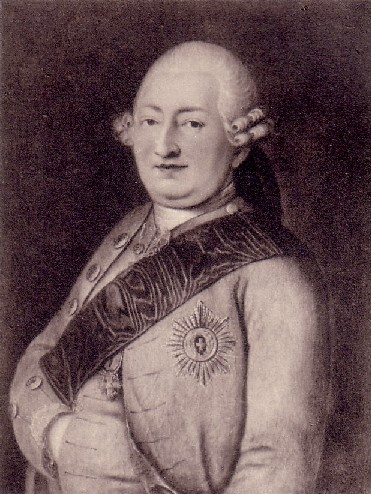
Eggert Christopher Knuth

Lehnsgraf Eggert Christopher Knuth-Knuthenborg (auch Eggert Christoffer, * 20. Oktober 1722 auf Knuthenborg; † 26. Februar 1776 in Kopenhagen) war ein dänischer Geheimrat, Kammerherr und Stiftamtmann von Seeland.

## Leben
Knuth entstammte dem mecklenburgischen Uradelsgeschlecht Knuth und wurde 1722 als Sohn Adam Christoph von Knuths geboren, dem er nach dessen Tod als Lehnsgraf von Knuthenborg folgte. Er hatte die beiden jüngeren Brüder Christian Friderich Knuth und Conrad Detlev Knuth. 1738 wurde er Kammerherr und Kapitän und fand 1743 Beschäftigung bei der Königlichen Leibwache. 1749 wurde er Generaladjutant des Königs, jedoch schied er bereits 1751 als Oberst aus dem Heer aus. Darauf wurde er Assessor am Højesteret und 1759 Geheimrat.
1754 wurde Knuth Ritter vom Dannebrogorden. 1774 erhielt er den Elefanten-Orden. Zudem war er Träger des Ordre de l’union parfaite.

## Ehen und Nachkommen
Am 5. Februar 1742 heiratete er Marguerithe Maurice Francoise Isidore Isidore Marquise Casado de Monteleone in der Hunseby Kirke, die schon am 7. Mai 1752 starb. Aus der Ehe gingen drei Kinder hervor:
- Christiane Sophie Frederikke Knuth (* 1743 in Kopenhagen; † 1790 in Hamburg)[3]
- Charlotte Louise Knuth (1745–1812) ⚭ Reichsgraf Carl von Görtz (1733–1797)[3]
- Johan Heinrich Knuth (1746–1802)[3]

Am 20. Oktober 1752 heiratete Knuth Marie Numsen. Sie starb am 4. Mai 1765. Aus der Ehe gingen zwei Kinder hervor:
- Frederikke Juliane Marie Knuth (* 25. Februar 1755; † 27. April 1804 in Holbæk) ⚭ Baron Michael Herman Løvenskiold (1751–1807)[3]
- Frederik Knuth (1760–1818)[3]

Am 9. September 1765 heiratete Knuth die Gräfin Eleonore Louise Caroline Moltke in der Christiansborg Slotskirke. Die Ehe blieb kinderlos.
Knuth liegt in der Hunseby Kirke begraben. Sämtliche seiner Kinder trugen von Geburt an den Titel Graf respektive Gräfin.

## Vorfahren
| Eggert Christopher Knuth Graf von Knuthenborg | Adam Christoph von Knuth Graf von Knuthenborg | Eckhard Christoph von Knuth Graf von Knuth            | Jacob Ernst von Knuth Herr auf Leizen und Priborn         |
| Eggert Christopher Knuth Graf von Knuthenborg | Adam Christoph von Knuth Graf von Knuthenborg | Eckhard Christoph von Knuth Graf von Knuth            | Elisabeth von Knuth                                       |
| Eggert Christopher Knuth Graf von Knuthenborg | Adam Christoph von Knuth Graf von Knuthenborg | Søster von Knuth Verwalterin von Knuthenborg          | Cornelius Pedersen Lerche Amtmann von Lolland und Falster |
| Eggert Christopher Knuth Graf von Knuthenborg | Adam Christoph von Knuth Graf von Knuthenborg | Søster von Knuth Verwalterin von Knuthenborg          | Søster Fuiren                                             |
| Eggert Christopher Knuth Graf von Knuthenborg | Ida Margrethe von Knuth                       | Ditlev Reventlow Herr zu Höltenklinken                | Henning Reventlow Herr zu Hemmelmark und Ekernförde       |
| Eggert Christopher Knuth Graf von Knuthenborg | Ida Margrethe von Knuth                       | Ditlev Reventlow Herr zu Höltenklinken                | Margarethe Reventlow                                      |
| Eggert Christopher Knuth Graf von Knuthenborg | Ida Margrethe von Knuth                       | Magdalene Sibylla Reventlow Reichsgräfin von der Nath | ?                                                         |
| Eggert Christopher Knuth Graf von Knuthenborg | Ida Margrethe von Knuth                       | Magdalene Sibylla Reventlow Reichsgräfin von der Nath | ?                                                         |

## Endnoten
1. ↑  Louis Bobé: Knuth, Eggert Christoffer. In: Carl Frederik Bricka (Hrsg.): Dansk biografisk Lexikon. Tillige omfattende Norge for Tidsrummet 1537–1814. 1. Auflage. Band 9: Jyde–Køtschau. Gyldendalske Boghandels Forlag, Kopenhagen 1895, S. 298–299 (dänisch, runeberg.org).
2. ↑  Danske Adels Historie. S. 357.
3. 1 2 3 4 5 6 7 8 9  finnholbek.dk: Eggert Christopher greve Knuth-Knuthenborg, abgerufen am 10. November 2019.

| Vorgänger                | Amt                                                     | Nachfolger              |
| ------------------------ | ------------------------------------------------------- | ----------------------- |
| Adam Christoph von Knuth | Lehnsgraf von Knuthenborg 1736–1776                     | Johan Heinrich Knuth    |
| Holger Skeel             | Stiftamtmann von Seeland 27. März 1764–26. Februar 1776 | Henrik Adam Brockenhuus |

| Personendaten    | Personendaten                                              |
| ---------------- | ---------------------------------------------------------- |
| NAME             | Knuth, Eggert Christopher                                  |
| ALTERNATIVNAMEN  | Knuth-Knuthenborg, Eggert Christopher (vollständiger Name) |
| KURZBESCHREIBUNG | dänischer Gutsherr und Stiftamtmann                        |
| GEBURTSDATUM     | 20. Oktober 1722                                           |
| GEBURTSORT       | auf Knuthenborg                                            |
| STERBEDATUM      | 26. Februar 1776                                           |
| STERBEORT        | Kopenhagen                                                 |